# Men's Beauty アワード
Men's Beauty アワード（メンズビューティーアワード）は、日本チェーンドラッグストア協会が主催するドラッグストアショーと共催される、健康で美意識の高いイメージのある男性著名人を表彰する賞。

## 概要
一般社団法人日本チェーンドラッグストア協会が毎年実施しているJAPANドラッグストアショーのイベントステージで行われる。
協会設立20周年を記念し、2019年3月の「第19回JAPANドラッグストアショー」（幕張メッセ）において「第1回 Men's Beauty アワード」が同時開催。
2020年の「第20回JAPANドラッグストアショー」は新型コロナウイルス感染症の影響でイベント自体が中止となり、実施されていない。
2021年の「第21回JAPANドラッグストアショー」はオンライン開催のため、実施されていない。
2022年の「第22回JAPANドラッグストアショー」は例年3月に幕張メッセで行われていたが、東京ビッグサイトに場所が移り、開催時期も8月に変更となったが、「第2回 Men's Beauty アワード」は実施された。
2023年8月の「第23回JAPANドラッグストアショー」にて「第3回 Men's Beauty アワード」が実施された。
2024年8月の「第24回JAPANドラッグストアショー」にて「第4回 Men's Beauty アワード」が実施された。
2025年8月の「第25回JAPANドラッグストアショー」にて「第5回 Men's Beauty アワード」が実施される予定。

## 受賞者

### 第1回 Men's Beauty アワード（2019年）
- セルフメディケーション部門：生島ヒロシ（アナウンサー、タレント）
- Beautyライフスタイル部門：小野二郎（すきやばし次郎 店主）
- Beautyスキンケア部門：岩永徹也（俳優、モデル）
- Beautyミドル部門：魔裟斗（タレント、俳優）
- 特別賞：純烈（歌手）

### 第2回 Men's Beauty アワード（2022年）
- セルフメディケーション部門：羽根田卓也（カヌー選手）
- Beautyライフスタイル部門：林家木久扇（落語家）
- Beautyスキンケア部門：三浦獠太（俳優）
- Beautyミドル部門：中澤佑二（サッカー解説者、タレント）
- UL・OS賞：山田章仁（ラグビー選手）
- OXY賞：百瀬拓実（モデル、TikToker）
- GATSBY賞：中田圭祐（モデル、俳優）
- メンズビオレONE賞：坪井慶介（タレント）
- LIPPS賞：半井重幸（プロブレイクダンサー）

※第2回より大塚製薬、ロート製薬、マンダム、花王、リップスの企業賞が設けられている。

### 第3回 Men's Beauty アワード（2023年）
- セルフメディケーション部門：槙野智章（サッカー解説者）
- Beautyライフスタイル部門：中尾彬（俳優）
- Beautyスキンケア部門：野村康太（俳優）
- Beautyミドル部門：武田真治（俳優）
- UL・OS賞：五十嵐亮太（野球解説者）
- サクセス賞：福西崇史（サッカー解説者）
- デ・オウ賞：本並健治（サッカー解説者）
- LUCIDO賞：宮下純一（スポーツ解説者、タレント）
- LIPPS賞：松山恭助（フェンシング選手）

### 第4回 Men's Beauty アワード（2024年）
- セルフメディケーション部門：松井大輔(サッカー指導者)
- Beautyライフスタイル部門：堺正章(タレント)
- Beautyスキンケア部門： 冨永章胤(モデル)
- Beautyミドル部門：武田修宏(タレント)
- UL・OS賞： 羽根田卓也(カヌー選手)
- サクセス賞： 田中史朗(ラグビー指導者)
- LUCIDO賞：川崎宗則(野球選手)
- LIPPS賞：中村輪夢(BMX選手)
- 特別賞：大谷翔平(野球選手)

※UL・OS賞を受賞した羽根田卓也は第2回のセルフメディケーション部門に続き、2度目の受賞となっている。
※第４回は大塚製薬、マンダム、花王、リップスの4社となった。
授賞式後に、前年のBeautyライフスタイル部門を受賞した中尾彬の妻・池波志乃が、トークショーを行った。（中尾死後初の公の場）

## 各賞の概要

### セルフメディケーション部門
健康に対する意識の高い著名人に贈られる。

### Beauty ライフスタイル部門
健康長寿という言葉がふさわしい、日本を代表する、高齢で元気に活躍中の著名なご長寿の方に贈られる。

### Beautyスキンケア部門
美容男子という言葉がふさわしい、肌が美しく、日頃から美意識の高いイメージがある、若手著名人に贈られる。

### Beauty ミドル部門
ナイスミドルという言葉がふさわしい、大人の格好よさ、健やかさ、男の美しさを兼ね備えた著名人に贈られる。

### 特別賞
2019年の第1回に協会設立20周年記念で設けられた。その後2回は無かったが、2024年の第4回は大谷翔平がビデオ出演での受賞。

### 各企業賞
2022年の第2回より開始された、協賛社による各社商品のブランド名が冠された賞（LIPPSのみ企業名となっている）。2024年はロート製薬の賞が無くなった。